# Acontia costistigma
Acontia costistigma là một loài bướm đêm trong họ Noctuidae.